# Cycletours
Cycletours is een Nederlandse reisorganisatie die zich speciaal richt op fietsvakanties voor Nederlandse deelnemers.
Cycletours werd opgericht in 1981 door Ilja Bendeler en Frits Deben. De kleine organisatie van en voor fietsliefhebbers werd na verloop van tijd een financieel gezonde gespecialiseerde middelgrote reisorganisatie. Er waren ongeveer 6000 klanten per jaar, vele tientallen, doorgaans tijdelijke medewerkers en de omzet was circa 4 miljoen euro. Cycletours organiseerde samen met Oad Reizen ook busvervoer voor fietsers naar tientallen bestemmingen in Europa. Cycletours bood naast individuele reizen groepsreizen aan, die deels recreatief deels sportief van aard waren. Bij deze groepsreizen werd de groep reizigers begeleid door een staf van kok - met mobiele keuken - en mecanicien, en in het geval van kinderreizen, een kinderbegeleider. Onderdeel van de formule van deze reizen was het vervoer van bagage door een bus, die de fietsers op de uitgestippelde route volgde. Cycletours had uiteindelijk ongeveer 250 reizen in het aanbod, binnen en buiten Europa. Behalve reizen voor Nederlanders organiseerde Cycletours fiets- en vaarreizen voor buitenlanders, voornamelijk in Nederland. Ook werd een samenwerking aangegaan met Sindbad-reizen, gespecialiseerd in wandelvakanties.  
In  de loop van de tijd werden de marges smaller en kromp de markt. Ook werd de samenwerking met OAD en Sindbad verbroken. 
In 2013 ging de organisatie failliet, mede door problemen met een automatiseringssysteem, maar Cycletours kon na de overname door De Jong Intra Reizen een doorstart maken. De verliezen bleven en De Jong Intra Reizen besloot met ingang van november 2014 geen fietsreizen meer aan te bieden. De op de buitenlandse markt gerichte tak van Cycletours, Cycletours Holidays, bleef wel bestaan. In 2015 besloot Cycletours toch weer zelfstandig fietsreizen aan te bieden, deels via partners als Sawadee (TUI AG).